# ブラック・ライク・ミー (映画)
ブラック・ライク・ミー（Black Like Me）は、1964年にアメリカ合衆国で制作されたドラマ映画である。
1961年のジョン・ハワード・グリフィンの著書『私のように黒い夜』(Black Like Me)を原作とする。ジャーナリストのグリフィンは、1959年の秋の6週間、アフリカ系アメリカ人に変装してアメリカ深南部を旅行し、人種隔離社会における黒人の生活をカラー・ラインの向こう側から報告した。
監督はカール・ラーナー、脚本はカール・ラーナーとその妻で歴史家のゲルダ・ラーナーである。主演はジェームズ・ホイットモアで、他にロスコー・リー・ブラウン、クリフトン・ジェームズ、ウィル・ギア、ソレル・ブックらが出演した。

## あらすじ
主人公のジョン・フィンリー・ホートン（ジョン・ハワード・グリフィンをモデルとするキャラクター）は、リベラルの白人ジャーナリストである。様々な手段を使って体を黒くし、黒人になりすまして、人種隔離社会におけるカラー・ラインの向こう側の様子を報告するために、ニューオーリンズからアトランタまで数週間旅行する。ホートンは、白人からだけでなく、黒人からも差別を受ける。

## キャスト
- ジェームズ・ホイットモア - ジョン・フィンリー・ホートン
- ソレル・ブック（英語版） - ジャクソン医師
- ロスコー・リー・ブラウン - クリストフ
- アル・フリーマン・ジュニア（英語版） - トーマス・ニューカム
- ウィル・ギア - トラック運転手
- ロバート・ゲリンガー（英語版）  - エド・サンダース
- クリフトン・ジェームズ - エリ・カー
- ジョン・マリオット（英語版） - ホッジス
- テルマ・オリバー（英語版） - ジョージー
- レンカ・ピーターソン（英語版） - ルーシー・ホートン
- リチャード・ワード（英語版） - バート・ウィルソン

## 反応
この映画に対する批評家の評価は「賛否両論」である。『ニューヨーク・タイムズ』紙のボズリー・クラウザーは、この映画は「メロドラマ的で大雑把だ」と評し、観客をアフリカ系アメリカ人の皮膚の内側に置くことができず、主人公が「本当に黒人のふりをしている」ということを観客に納得させることができていないと述べた。
2012年のDVDリリース後にレビューしたレナード・マルティンは、4点満点中の3点をつけ、この映画のいくつかの部分は古く感じるが、映画のテーマは今なお通用すると述べた。

## リリース
2002年にVCIホームビデオからDVDがリリースされた。その後、2012年12月11日にビデオサービスから再リリースされた。2012年版には、原作者で主人公のモデルとなったジョン・ハワード・グリフィンについてのドキュメンタリー"Uncommon Vision"が特典映像として収録されている。